# روژدا
روژدا  یا روژدا ایکوچ(به کردی: ڕۆژدا_Rojda ) (زادهٔ  ۱۹۷۸، در سرت) خواننده‌ای کرد می باشد.

## زندگی هنری و شخصی
روژدا در روستای توتون، در ناحیه کورتالان استان سرت، ترکیه به دنیا آمد. پس از پایان تحصیلات ابتدایی، در سال ۱۹۹۱ به استانبول نقل مکان کرد و به همراه برادرش چیا شروع به کار و خوانندگی در گروه های موسیقی محلی کرد. از سال ۱۹۹۱ با گروه Koma Gulên Xerzan و از سال ۱۹۹۳ با مرکز Çanda Mezopotamya (مرکز فرهنگی بین النهرین) شروع به کار کرد. در سال ۱۹۹۷ او با یک گروه ۱۱ زن کوما آسمین کار کرد. اولین آلبوم انفرادی او صبرمن بود که در سال ۲۰۰۶ منتشر شد. او در موسیقی خود تحت تأثیر چندین خواننده مشهور کرد از جمله کاراپت خاچو ، عایشه شان  قرار گرفته است. او کنسرت های زیادی در بریتانیا، آلمان، ایتالیا و اتریش برگزار کرده است.
در ۲۰ فوریه ۲۰۱۰ روژدا در میان گروهی متشکل از ۱۶۰ هنرمند  دعوت شده بود تا با نخست وزیر رجب طیب اردوغان ملاقات کند و در مورد طرح «گشایش صلح با کردها»  و دولت بااو گفتگو کند،  اما به دلایلی او در جلسه شرکت نکرد. 

در سپتامبر ۲۰۱۳، او عثمان بایدمیر و لیلا زانا را در جشنواره روزهای فرهنگ دیاربکر در اتریش همراهی کرد و در تالار شهر وین اجرای نمایشی داشت که در آن برای حل مسالمت آمیز و دموکراتیک مشکل کردها در ترکیه ابراز امیدواری کرد.او همچنین در اولین اجرای کردی هملت در دیاربکر در سال ۲۰۱۲ شرکت کرده است.

## آلبوم‌ها
- Ji Bîr Nabin, Koma Xerzan, 1997
- Sonda Me, 1997
- Rûkena Min, 2005
- Sebra Min, 2006
- Mem û Zîn
- Şahiya Stranan
- Şevbuhêrka Dengbêjan, Roj TV
- Hat, 2011
- Stranên Bijartî, 2012
- Kezi, 2014